# ロバート・ホフスタッター
ロバート・ホフスタッター（Robert Hofstadter、1915年2月5日 ニューヨーク生まれ - 1990年11月17日 スタンフォード没) はアメリカ合衆国の物理学者である。1961年「線形加速器による高エネルギー電子散乱の研究と核子の構造に関する発見」によりノーベル物理学賞を受賞した。

## 来歴
ニューヨークにポーランド系ユダヤ人移民の息子に生まれた。ニューヨーク市立大学シティカレッジを卒業後、プリンストン大学で博士号を取得した。その後、ペンシルベニア大学でポストドクターとして働いた。戦時研究を行った後1946年プリンストン大学に戻り1950年から1985年の間スタンフォード大学で研究した。1956年スタンフォード大学で線形加速器を用いて水素や鉛などの安定核に電子を衝突させ原子核の構造を調べる研究を行い陽子・中性子が点ではなく広がりをもつことなどを示した。この研究により1961年ノーベル物理学賞を受賞した。1987年にはニューサウスウェールズ大学よりディラック・メダルを受賞。
人工知能研究者でピューリッツァー賞受賞者のダグラス・ホフスタッター(1945年-)は息子である。